# Neal Hefti

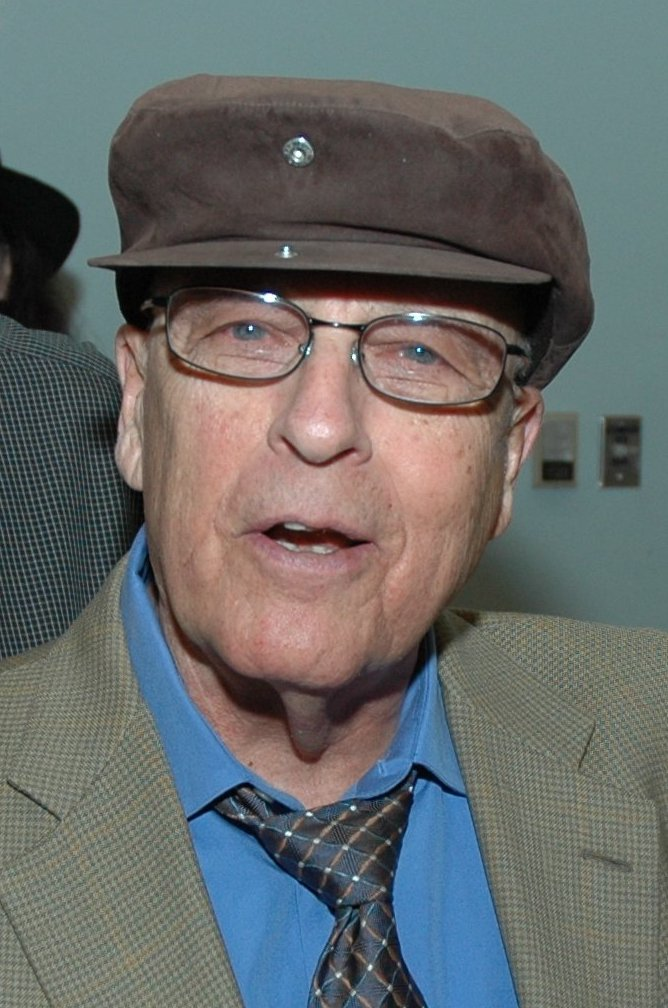
Neal Hefti

Neal Hefti (Hastings (Nebraska), 29 oktober 1922 – Toluca Lake (Californië), 11 oktober 2008) was een Amerikaanse jazztrompettist, componist, arrangeur en orkestleider.

## Biografie
Hefti begon op zijn tiende trompet te spelen en reeds tijdens zijn tienerjaren schreef hij arrangementen voor Nat Towles en Earl Hines. In 1942-43 speelde hij trompet bij de orkesten van Charlie Barnet, Horace Heidt en Charlie Spivak. In 1944 vervoegde hij zich bij de "First Herd" van Woody Herman, waar hij naam maakte met nieuwe arrangementen voor o.a. Woodchopper's Ball en eigen composities, waaronder The Good Earth en Wild Root. Hij leerde er ook Frances Wayne, de zangeres van de band kennen, met wie hij wat later zou trouwen.
In 1946 gingen Neal Hefti en Frances Wayne weg bij de First Herd en ze vestigden zich in Hollywood. Hefti legde zich als freelancer meer en meer toe op het componeren en arrangeren. Hij werkte onder meer voor het orkest van Harry James, en vanaf 1950 voor dat van Count Basie. Zijn composities en arrangementen waren populair zowel bij de bandleden als het publiek. Deze samenwerking culmineerde in twee beroemde lp's voor Roulette Records in 1957-1958: Basie (met de ondertitel E=MC2=Count Basie Orchestra+Neal Hefti Arrangements) beter bekend als Atomic Basie, en Basie Plays Hefti. De eerstgenoemde lp won twee Grammy Awards.
Daarnaast had Hefti in de jaren 1950 enkele jaren een eigen band, met Frances Wayne als zangeres. Met het nummer "Coral Reef" had hij in 1951 een kleine hit. Saxofonist Phil Woods speelde een tijdlang in zijn band. Tot in de jaren 1970 vormde Hefti op gezette tijden een orkest voor optredens of plaatopnamen, onder eigen naam of als begeleider van andere artiesten waaronder Al Martino en The McGuire Sisters.
Toen Frank Sinatra begon met zijn eigen platenlabel Reprise Records, was Hefti de arrangeur en dirigent voor de albums Sinatra-Basie en Sinatra and Swingin' Brass uit 1962. 
Daarna ging Hefti zich toeleggen op het schrijven van muziek voor film en televisie. Zijn eerste partituur was die van Sex and the Single Girl van Warner Bros. Pictures (1964), waarvoor hij ook de soundtrack dirigeerde. Dat werd gevolgd door o.a. How to Murder Your Wife (1964), Boeing Boeing (1965), Barefoot in the Park (1967), The Odd Couple (1968), en de televisiefilm The Fred Astaire Show (1968, als dirigent) waarvoor hij genomineerd werd voor een Emmy Award. In 1966 schreef hij de muziek bij de tv-serie Batman; het Batmanthema werd bekroond met een Grammy Award.
Hefti stierf in 2008 in zijn huis nabij Los Angeles op 85-jarige leeftijd. Zijn vrouw was in 1978 overleden. Na haar dood had hij zich grotendeels teruggetrokken uit het actieve muziekleven.